# الزيداب
تقع  منطقه الزيداب في ولاية نهر النيل على الضفة الغربية لنهر النيل، تبعد عن عطبرة حوالي 30 كلم جنوبا، وشمال الخرطوم بحوالي 255 كلم، يحدها من ناحيه الجنوب وحدة الإنقاذ، ومن ناحيه الشمال وحدة سولا، ومن ناحيه الغرب الولاية الشمالية، ومن ناحيه الشرق وحدة النيل، ومنطقه أدنى نهر عطبرة .

## مشروع الزيداب الزراعي

صورة بالقمر الصناعي لمشروع الزيداب الزراعي

تعتبر منطقه الزيداب من المناطق الأولى في السودان التي تهتم بالنشاط الزراعى منذ أوائل العام 1905 م حيث أسس بها أول مشروع زراعى لزراعه القطن .

### بدايات المشروع
تم افتتاح المشروع في العام 1905 م، حيث كانت البدايات بتوزيع الأراضي على المزراعيين ومن ثم تتم الزراعة بالطرق التقليدية حيث كانت معظم الأراضي يتم ريها عن طريق الطلمبات (الرى الصناعي).

### القنوات الزراعية
تم ردم القنوات الزراعية التي تعبر الأراضي الزراعية على النحو التالي:
يتم رفع المياه بواسطه الطلمبات إلى قناه رئيسيه حيث تتفرع من القناة الرئيسية فرعين 
الفرع الأول يتجه جنوبا ليروى قسم المشروع الجنوبي .
مجموعه مزارعى القسم الشمالي :
يضم القسم الشمالي للمشروع مجموعه من المزارعين الذين ينتمون إلى المناطق الاتيه :

منطقه الكبوشاب، منطقه العقيداب، منطقه الحواشات، منطقه البساتين، منطقه المكابراب(الغربية)، منطقه أبوسليم، منطقه التميراب .

## السكان
بلغ عدد سكان وحدة الزيداب الإدرية في تعداد العام 2008 36,159 نسمة، منهم 18,640 من الذكور و17,519 من الإناث. وحسب معدل النمو السنوي يقدر عدد سكان المنطقة في العام 2014 بأكثر من 42 الف نسمة.

## قرى منطقه الزيداب
أبوسليم، قري المكابراب شرق وغرب (مقبول والحنيوة) ، الكبوشاب، العقيداب‘ القرية النموزجية، الحاجاب، الضواب، المساعداب، التوراب، خطيب، حلة النخل، جادين، الحريزاب الجديدة، الرميلة، حلة الجامع، حلة الزريبة، ام هوشة، بابت، الشيطة، سنار، العتوتاب، الكمينة، قري العشير، المشايخة، القطاطي، الكتكتاب الفادنية، قريه حله السوق، الحمداب، قالعبابده، قريه القلعة، الراو، العوضاب، وهيب، الحسانية، النكساب، قرى العالياب (الفريخ، الكرده)، قرية العقيدة.

## المعالم البارزة
• جبل العالياب 

• جبل العقيدة 

• سرايا الحاكم 

• مستشفي الزيداب 
 
• محكمة ألزيداب 
 
• مجمع حاج الطيب الإسلامي تم افتتاحه في 1982م 

1. 1 2  الجهاز المركزي للإحصاء [وصلة مكسورة] نسخة محفوظة 25 فبراير 2018 على موقع واي باك مشين.